# Годфред Бекое
Годфред Апраку Бекое (роден на 12 ноември 1992 г. в Кумаси, Гана) е ганайски футболист, нападател.

## Статистика по сезони[2]
| Сезон    | Отбор              | Първенство             | Мачове | Голове |
| -------- | ------------------ | ---------------------- | ------ | ------ |
| 2013/14  | Олимпиакос Никозия | Кипърска втора дивизия | 16     | 5      |
| 2014/пр. | Черноморец (Бс)    | А група                | 9      | 2      |